# Cosa del Pantano
La Cosa del Pantano (Swamp Thing en inglés) es un superhéroe ficticio en los cómics estadounidenses publicados por DC Comics. Una criatura elemental humanoide / vegetal, creada por el afamado guionista de cómics y escritor Len Wein y el artista Bernie Wrightson, Swamp Thing ha tenido varias encarnaciones humanoides o monstruosas en varias historias diferentes. El personaje apareció por primera vez en House of Secrets # 92 (julio de 1971) en una historia de terror independiente ambientada a principios del siglo XX. El personaje luego regresó en una serie en solitario, ambientada en el mundo contemporáneo y en la continuidad general de DC. El personaje es un monstruo del pantano que se asemeja a un montículo antropomórfico de materia vegetal y lucha para proteger su hogar de pantano, el medio ambiente en general y la humanidad de varias amenazas sobrenaturales o terroristas.
El personaje encontró quizás su mayor popularidad durante los años setenta y principios de los noventa. Fuera de una extensa historia de cómics, Swamp Thing ha inspirado dos películas, una serie de televisión y una serie animada de cinco partes, entre otros medios. IGN lo ubicó en el puesto 28 en la lista de "Los 100 mejores héroes del cómic". Apareció en su primera adaptación al cine en la película de Wes Craven de 1982, Dick Durock retrató a la Cosa del pantano, mientras que Ray Wise interpretó a Alec Holland. Durock repitió el papel en la secuela de la película The Return of Swamp Thing junto con el papel de Holland. Durock retomó el papel nuevamente en la serie de televisión de 1990. Derek Mears interpretó a Swamp Thing con Andy Bean interpretando su forma humana de Alec Holland en la serie de televisión para DC Universe.

## Primera serie (1971)

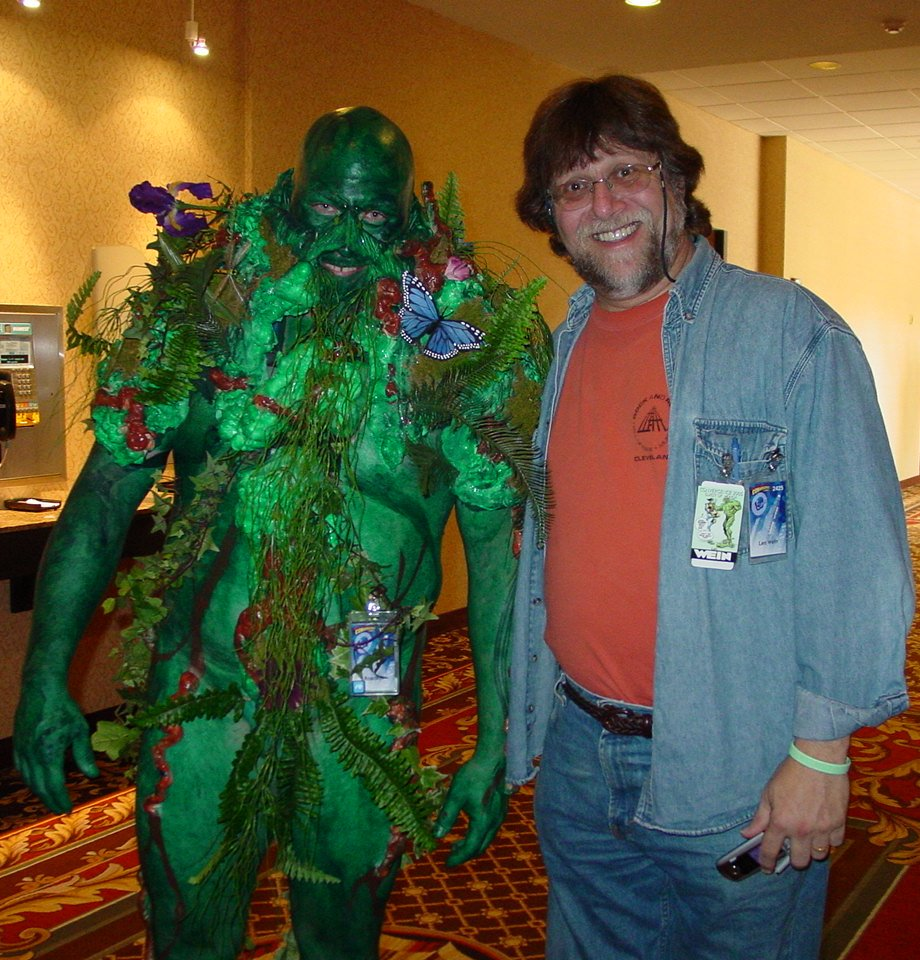
Len Wein con su creación.

La primera aparición de la Cosa del Pantano fue en una historia corta que se publicó en el número 92 de "House of Secrets" (junio–julio de 1971), con guion de Len Wein y dibujos de Berni Wrightson. Esta historia estaba ambientada a principios del siglo XX, y se centraba en el científico Alex Olsen. Este era asesinado en una explosión por su colega Damian Ridge, que planeaba casarse luego con la esposa de Olsen, Linda. La historia fue un éxito, llegando a ser el superventas del mes para la compañía. Por ello, los responsables de DC ofrecieron a Wein y Wrighston iniciar una serie regular, pero los dos autores declinaron la oferta.
Un año después de la publicación original, los dos autores accedieron a iniciar una serie, pero en vez de continuar donde lo dejaron en el n.º 92 de House of Secrets, Wein decidió iniciar una nueva historia. Apareció así Swamp Thing n.º 1, con el mismo personaje pero adaptado a los tiempos que corrían, y con un origen modificado.En esta nueva historia, el científico Alec Holland investigaba una fórmula biorestaurativa basada en plantas, cuando fue asesinado por un tal Míster E, cuyos agentes habían colocado dinamita debajo de la mesa del científico. Holland se quemó vivo pero alcanzó a tirarse a un lago en el pantano. Su esposa Linda fue asesinada poco después.
Sin embargo, Holland no murió, sino que los productos químicos que investigaba lo convirtieron en un monstruo vegetal en los pantanos de Luisiana. Durante la primera serie, empezada en 1972 y terminada en 1976, escrita por Len Wein y luego por David Michelinie, la Cosa luchó contra varios villanos, incluyendo a los asesinos de su esposa. También en esta época surgieron Gregory y Anton Arcane, el primero, tras una explosión en una mina, había sido renacido y era el padre de Abigail, de quien se enamoraría la cosa del pantano. Mathew Cable, futuro esposo de Abby (Abigail), creía que el monstruo había asesinado a los Holland. En el número 23, Holland volvió a ser humano, y continuó trabajando en la fórmula bioregenerativa.
En palabras de Ricardo Aguilera y Lorenzo Díaz

Su éxito entre el público se debía al espléndido trabajo de Wrightson, su dibujante, que creaba una ambientación gótica muy efectista, que hacía creíbles unos personajes, por otro lado, poco creíbles en los setenta.

## Segunda serie (1982)
En 1982, el personaje fue retomado por Martin Pasko y Dan Mishkin en un nuevo título, Saga of the Swamp Thing, con el propio Wein como editor. DC decidió poner de nuevo en circulación a la Cosa del Pantano para aprovechar el tirón de la película sobre el personaje que dirigió Wes Craven.
Esta nueva serie echó por tierra el final de la anterior y volvió a presentar a la Cosa del Pantano como una leyenda urbana en los pantanos de Luisiana. En el número 6, Len Wein desmintió varios de los hechos escritos por David Michelinie, y eliminó los posteriores al número 21.
Abigail y Matt Cable se casaron, pero Matt fue torturado por electro-shocks y se encuentra sumido en un estado de coma. Es en esta etapa entran a la colección Stephen Bissete y John Totleben, junto con Tom Yeates. En el último número de Pasko, La Cosa fue abatida a tiros y secuestrada.

### Etapa de Alan Moore
Tras estos acontecimientos, Alan Moore ingresó como escritor regular de la serie a partir del número 20, iniciando la época considerada más gloriosa en el personaje.
Lo primero que hizo el guionista fue redefinir el origen del personaje. Por eso escribió "La Lección de Anatomía", en la que los "asesinos" del monstruo de Luisiana le encargan a Jason Woodrue, El Hombre Florónico, que le haga una autopsia a la criatura. Woodrue descubre que los órganos de Holland son inútiles, y está desconcertado. Leyendo sobre un experimento con gusanos en el que se les había dado de comer restos de otro que podía cruzar un laberinto y se habían hecho más inteligentes, se da cuenta de todo: las plantas que descompusieron el cadáver de Alec Holland fueron alteradas por la fórmula en la que el científico estaba empapado, y adquirieron su inteligencia. Por lo tanto, la planta jamás fue Alec Holland, pero cree que lo es.
Sin embargo, se desprecian los estudios de Woodrue, y se le retira de la investigación. La Cosa del Pantano despierta y lee las notas de Woodrue. Escapa asesinando al jefe de la compañía que contrató a Woodrue. Se revela que Matt había sido poseído por Anton Arcane, por lo cual Abby había vivido con su tío como si fuese su marido. En el #34, en la historia "Ritos de Primavera", Abby y la Cosa se confiesan que están mutuamente enamorados. Así, Alan Moore nos narra historia cortas que no abarcan más de tres números, con un fuerte sentido ecologista, como "La Historia de Cara Nuclear".

#### American Gothic
"American Gothic" es la primera saga extensa de la etapa Moore. Entra en escena John Constantine, personaje que necesita al monstruo del pantano para evitar que las fuerzas de la oscuridad se adueñen de la Tierra, ya que ha sido informado de ello por los múltiples contactos que tiene en todo el mundo. Al mismo tiempo que lleva a la Cosa por toda América para enfrentarse a las más originales recreaciones de los personajes clásicos de terror, Constantine le enseña al de Luisiana a usar sus poderes, con lo que descubre que puede trasladarse de un lugar a otro "a través del verdor", o dividirse en varios seres.
Los contactos de Constantine van muriendo y se le revela a la Cosa que la que está detrás de todo es una secta sudamericana conocida simplemente como "La Brujería", que pretende aprovechar el descalabro cósmico que produciría la Crisis en Tierras Infinitas para liberar a las tinieblas.
Antes de enfrentarse a "La Brujería", Constantine conduce a la criatura del pantano a Brasil, donde se encuentra el Parlamento de los Árboles, un grupo de Elementales de la Tierra iguales a él, plantas con conciencia de hombres tras quemarse o sufrir cualquier tipo de accidentes relacionados con el fuego.
Los héroes logran acabar con la secta, pero el mensaje para liberar a la oscuridad ya ha sido enviado. Ahora sólo queda luchar. Más allá de Cielo e Infierno, la Cosa del Pantano, Demon, Deadman, Doctor Fate, el Fantasma y El Espectro se preparan para la batalla. En la Tierra, Constantine, Barón Winters, Zatanna, su padre Giovanni Zatara y Sargón el Hechicero, entre otros, forman un círculo de poder para dar fuerzas a los héroes. La historia termina en "tablas" entre el bien y el mal, simbolizando que el mundo no está completo sin ninguna de las dos.

#### La Saga del Exilio
En esta saga La cosa del pantano descubre que Abby ha sido encarcelada por unas comprometedoras fotos con él que un fotógrafo había sacado tiempo atrás. Haciendo caso omiso de las advertencias del Parlamento de los árboles acerca de la furia, el monstruo decide tomar Gotham City (donde está encerrada su amada), lo que lo llevará al enfrentamiento con Batman.
Tras una tensa situación, se arregla el reencuentro. Sin embargo, un equipo que desea tomar represalias por el asesinado en "La lección de anatomía" supuestamente asesina a la Cosa del Pantano. Esta muerte es relativa, y mientras su amada Abby y sus conocidos lo lloran, la criatura termina perdida en un extraño planeta, e irá cruzando el Universo para volver. El Elemental de la tierra tendrá que enfrentarse a la soledad en "Mi cielo azul", considerado uno de los mejores capítulos de esta saga. También se enfrentará a los hombres-pájaros de Thanagar mientras hace crecer en Rann, donde habita Adam Strange, un frondoso bosque, e incluso será violado por una isla mecánica en un psicodélico capítulo ilustrado con collage por John Totleben. En los últimos tramos de esta saga, La cosa se encontrará con el Linterna Verde del planea J586 y con Metron y Darkseid. Finalmente regresará y se vengará de sus asesinos, para regresar al lado de Abby en el epílogo a esta saga y a la etapa de Alan Moore, que finaliza en el número 64.

### Etapa de Rick Veitch
Rick Veitch, dibujante regular de la serie, tomó la colección en el número 65, siempre entintado por Alfredo Alcalá. Se revela que, creyéndose muerto a la Cosa, el Parlamento de los árboles había sacrificado a un inocente como reemplazante. Una vez este regresa, convierten a la semilla en el hijo de La cosa y Abby.
Decidido a la venganza total, la cosa va a buscar a Lex Luthor, uno de los artífices de su «muerte», pero termina enfrentándose con Superman. Durante los eventos de la serie ¡Invasión! el monstruo fue retrocedido en el tiempo, y trata de regresar ente los números 80-87. En el n,º 84, Matt Cable pasó de su coma a la Tierra de los Sueños y pasó a formar parte de las historias de The Sandman.
El número 88 no se publicó ya que aparecía Jesucristo, y dado las controversias por el film de Martin Scorsese La última tentación de Cristo, DC prefirió no publicarlo, lo que provocó la partida de un enojado Veitch, al que previamente se le había asegurado su publicación.
Jamie Delano y Neil Gaiman debían ser los continuadores de la serie, a la razón de seis números anuales cada uno. Debido a la negativa de DC a publicar el n.º 88, ambos escritores declinaron continuar la colección por simpatía hacia Veitch. Gaiman ya tenía preparados un par de números (basados en las historias de Brother Power que había leído de niño) que terminaron apareciendo como Swamp Thing Annual.

### Etapa de Doug Wheeler
Tras unos meses en que la serie se suspendió para buscar un nuevo escritor, Doug Wheeler entró a escribir los números 88-109. Rápidamente finalizó la saga del viaje en el tiempo y se produjo el nacimiento de Tefé, la hija de la Cosa y Abby. Este nombre proviene del Río Tefé, cerca del cual se ubica el Parlamento de los árboles. Además, El Parlamento sostiene una guerra contra el "Gris", otro grupo de Elementales.
Pat Broderick ingresó como dibujante, a la vez que Simon Bisley dibujaba las portadas y Totleben las pintaba.

## Publicación en España
Las ediciones españolas son:
Publicado por Garbo Editorial:
1. Dossier Negro números 86 y ss.

Publicado por Toutain Editor:
1. Creepy presenta a la Cosa del Pantano incluye primer episodio publicado en House of Secrets nº 92 y los nºs 1-4 Swamp Thing, DC.

Publicado por Editorial Zinco:
Dossier Negro del 207 al 214. Del 21 al 28 USA en blanco y negro.
1. La Cosa del Pantano (V º 1). Serie de 10 números formato revista. Incluyen The saga of the Swamp Thing n.os 1-10.
2. La Cosa del Pantano (Vº 3) n.º 1: incluye el n.º 21 de The Saga Of Swamp Thing.
3. Clásicos DC (Vº 1) n.os 23-27. Incluyen The Saga Of The Swamp Thing n.os 22-27
4. La Cosa del Pantano (Vº 2). Miniserie de 4 números: incluyen The Saga Of Swamp Thing n.os 29-31, The Saga of Swamp Thing Annual 2 y el n.º 92 de The House of Screts.
5. La Cosa del Pantano Especial Navidad: incluye los n.os 32 y 34 de The Saga of Swamp Thing.
6. La Cosa del Pantano (Vº 3). Maxiserie de 12 números: incluyen The Saga Of Swamp Thing n.os 35-38 y The Swamp Thing n.os 39-50.
7. La Cosa del Pantano (Vº 4). Maxiserie de 12 números: incluyen The Swamp Thing n.os 51-64.

Quedaban inéditos los cómics The Saga Of Swamp Thing n.os 20, 28 y 33 de Alan Moore.No obstante el 28 se publicó en blanco y negro en Dossier Negro 214.
En la Colección Vértigo de Norma Editorial (equivalente español de Vertigo Cómics) apareció recopilada de forma integral toda la etapa de Alan Moore, quedando inédito el n.º 20 de The saga of Swamp Thing, el primer número que este guionizó.
1. Swamp thing: en el pantano (Colección Vértigo n.º 150): Incluye The Saga Of Swamp Thing n.os 21-27 (material procedente de Essential Swamp Thing n.os 1-7).
2. Swamp Thing: amor y muerte (Colección Vértigo n.º 186): incluye The Saga Of Swamp Thing n.os 28-34 y The Saga Of Swamp Thing Annual n.º 2 (material procedente de Essential Swamp Thing n.os 8-15).
3. Swamp Thing: la maldición (Colección Vértigo n.º 205): incluye The Saga Of Swamp Thing n.os 35-38 y The Swamp Thing n.os 39-42(material procedente de Essential Swamp Thing n.os 16-23).
4. Swamp Thing: una bandada de cuervos (Colección Vértigo n.º 219): incluye The Swamp Thing n.os 43-50.
5. Swamp Thing: tierra a la tierra (Colección Vértigo n.º 226): incluye The Swamp Thing n.os 51-55.
6. Swamp Thing: reencuentro (Colección Vértigo n.º 287): incluye The Swamp Thing n.os 56-64.

Publicado por Planeta DeAgostini:
1. La Cosa del Pantano: Génesis oscura: incluye el n.º 92 de House of Secrets y de The Swamp Thing n.os 1-10. Es la edición española de Swamp Thing: Dark Genesis, publicado por DC en 1991.

## Apariciones en otros medios

### Televisión
- La Cosa del Pantano tuvo una serie de televisión emitida en EE. UU. desde 1990 hasta 1993. La serie fue filmada por la productora Universal Studios, en exteriores de Florida y con Dick Durock en el papel de la Cosa del Pantano, que ya había hecho en las dos películas sobre el personaje. La serie terminó por debajo de su horario habitual hasta el episodio 100 y volvió a transmitirse canales de televisión diferentes a lo largo de los años posteriores.

- El personaje hizo un cameo en la serie de TV animada de Warner Bros y Cartoon Network, Liga de la Justicia Ilimitada como otro miembro más.

- Hay otra serie animada de Swamp Thing de la cadena Fox Television, producida en 1991.

- La Cosa del Pantano aparece en Justice League Action, con la voz de Mark Hamill.[8] Aparece por primera vez en "Abate and Switch", donde ayuda a la Liga de la Justicia a luchar contra los miembros restantes de los Hermanos Djinn Abnegazar, Rath y Nyorlath, así como con Black Adam. En "Zombie King", la Cosa del Pantano, junto con Zatanna, Batman y John Constantine, intenta impedir que Solomon Grundy se apodere de la Tierra con su ejército de zombis.

- En el episodio de Legends of Tomorrow, "Wet Hot American Bummer", aparece una película de terror basada en Swamp Thing llamada Swamp Thaaaang. En el episodio, Constantine menciona la verdadera Cosa del pantano.

- Una serie de acción en vivo basada en Swamp Thing y producida por James Wan se lanzó en 2019 en el servicio de transmisión DC Universe. Alec Holland es interpretado por Andy Bean y Derek Mears interpreta a Swamp Thing con un "disfraz físico" mientras lo expresa.[9][10][11][12][13] Alec Holland es representado como un científico deshonrado que fue contratado por Avery Sunderland para la investigación, y cree que la investigación de Sunderland está vinculada al virus y está investigando un misterioso acelerador de mutagenos encontrado en el agua. Después de encontrar el cuerpo de Coyle, Alec Holland y Abby Arcane comienzan a investigar juntos. Alec le revela a Abby que manipuló los resultados de la prueba en un experimento para probar sus teorías y Abby revela que ella fue responsable de la muerte de la hija de Sunderland, Shawna. Después de obtener los resultados, Alec sale solo para encontrar el resto de los casos. En el pantano, un asaltante desconocido dispara a Alec y su bote explota con dinamita. Alec muere de sus heridas y el pantano comienza a envolverlo con enredaderas. Abby se apresura a la escena solo para ser asustada por un alto, criatura cubierta de musgo con ojos rojos que emerge del agua. A medida que avanzaba la serie, Jason Woodrue descubrió que Swamp Thing es solo una planta humanoide que absorbió los recuerdos de Alec Holland. Después de ser liberada del Cónclave por Abby Arcane y Liz Tremayne con la ayuda de Blue Devil, Swamp Thing se sumerge en el pantano y emerge con un cadáver que podría ser Alec Holland. La crisis cruzada 2019-20 de Arrowverso en Tierras Infinitas establece que esta serie tendrá lugar en la Tierra-19 del Arrowverso.

### Cine
- Cosa del Pantano se expandió en los medios de comunicación como franquicia fuera de los libros de historietas comenzando con su primera película La Cosa del Pantano (Swamp Thing) en 1982, dirigida por Wes Craven, protagonizando el actor Dick Durock como la Cosa del Pantano, Ray Wisse y Adrienne Barbeau. Una secuela, El regreso de la Cosa del Pantano (The Return of Swamp Thing) producida en 1989, también protagonizado por Dick Durock y Louis Jordan con Heather Locklear. Su presupuesto fue mucho menor que la primera y no reunió el suficiente éxito que su predecesora.
- En diciembre de 2022, se anunció una película de "La Cosa del Pantano" como parte del Universo Extendido de DC (DCEU).[14][15]

### Videojuegos
- Es un personaje jugable en Injustice 2, juego de pelea producido por Warner Bros. Interactive Entertainment y desarrollado por NetherRealm Studios, creadores de la saga Mortal Kombat